# Acronicta metaxantha
Acronicta metaxantha là một loài bướm đêm trong họ Noctuidae.